# Linea del soleo
La linea del soleo è una cresta prominente situata sulla superficie posteriore della tibia. È il sito di origine e inserzione di molti muscoli, come del muscolo popliteo, del muscolo soleo, del muscolo flessore lungo delle dita e del muscolo tibiale posteriore.

## Struttura
La linea del soleo è una cresta prominente sulla superficie posteriore della tibia. Si estende obliquamente verso il basso dalla parte posteriore della faccetta articolare del perone fino al bordo mediale, all'incrocio del suo terzo superiore e centrale.

### Sviluppo
La linea del soleo diventa più prominente tra l'infanzia e l'età adulta. Si osserva raramente nei bambini di età compresa tra i 6 e gli 8 anni.

## Funzione
La linea del soleo segna il limite inferiore del sito di inserzione del muscolo popliteo. È il sito di attacco della fascia che copre questo muscolo. È l'origine di parte del muscolo soleo (insieme a un'area triangolare posta sopra di esso), del muscolo flessore lungo delle dita e del muscolo tibiale posteriore.

## Riferimenti
This article incorporates text in the public domain from page 258 of the 20th edition of Gray's Anatomy (1918)
1. 1 2  (EN) Craig Cunningham, Louise Scheuer e Sue Black, The Lower Limb, Academic Press, 1º gennaio 2016,  pp. 385-472, DOI:10.1016/B978-0-12-382106-5.00012-8, ISBN 978-0-12-382106-5.
2. ↑  (EN) Leon Chaitow e Judith DeLany, Clinical Application of Neuromuscular Techniques, vol. 2, 2nd, Churchill Livingstone, 1º gennaio 2011,  pp. 447-501, DOI:10.1016/b978-0-443-06815-7.00013-9, ISBN 978-0-443-06815-7.
3. ↑  (EN) vol. 64, DOI:10.1016/j.jchb.2013.02.001, ISSN 0018-442X (WC · ACNP), PMID 23477801,  https://www.sciencedirect.com/science/article/abs/pii/S0018442X13000164.